# Zádor (Baranya)
Zádor es un pueblo ubicado en el distrito de Szigetvár, en el condado de Baranya, Hungría.

## Superficie
Posee una superficie de 15,22 kilómetros cuadrados.

## Demografía
Hasta 2019 la población era de 311 habitantes, con una densidad de población de 20,43 habitantes por kilómetro cuadrado.